# Robert Alexander Nisbet
Robert Alexander Nisbet (* 30. September 1913 in Los Angeles; † 9. September 1996 in Washington, D.C.) war ein US-amerikanischer Soziologe.
Der als konservativ geltende Nisbet promovierte (Ph.D.) 1939 an der University of California, Berkeley und diente dann als Soldat im Zweiten Weltkrieg. 1953 ging er als Professor an die University of California, Riverside und wechselte später an die University of Arizona in Tucson. Nach einer Station an der Columbia University ging er 1978 an das American Enterprise Institute in Washington D.C. – 1988 übernahm Nisbet auf Vorschlag des US-Präsidenten Ronald Reagan die ehrenvolle Jefferson Lecture in Humanities. 
1972 wurde Nisbet in die American Academy of Arts and Sciences und 1973 in die American Philosophical Society gewählt.

## Werke
- The Quest for Community: A Study in the Ethics of Order and Freedom (1953).
- The Sociological Tradition (1966).
- Tradition and Revolt: Historical and Sociological Essays (1968).
- Social Change and History: Aspects of the Western Theory of Development (1969).
- The Social Bond: An Introduction to the Study of Society (1970).
- The Degradation of the Academic Dogma: The University in America, 1945–1970 (1971).
- Sociology as an Art Form (1976).
- The Social Philosophers: Community and Conflict in Western Thought (1973).
- The Sociology of Emile Durkheim (1974).
- The Twilight of Authority (1975).
- History of the Idea of Progress (1980).
- Prejudices: A Philosophical Dictionary (1983).
- The Making of Modern Society (1986).
- Conservatism: Dream and Reality (1986).
- Roosevelt and Stalin: The Failed Courtship (1988) Deutsche Übersetzung: Roosevelt und Stalin (1990).
- The Present Age: Progress and Anarchy in Modern America (1988).
- Teachers and Scholars: A Memoir of Berkeley in Depression and War (1992).